# 国宣
国宣（こくせん）とは、中世日本の知行国主の命令を奉じた家司が知行国宛に出した奉書の一種。書札様文書に属する。

## 概要
知行国制度が成立した11世紀頃には知行国主は経済的な利得にのみ関与し、必要が有る場合には自らが任じた受領を通じて国司庁宣を発給させていた。知行国主が国司庁宣の発給に直接関与する場合もあったが、通常は受領に国司庁宣の発給を命じる文書を送付したこれが国宣の原型である。
12世紀になると、知行国主が目代ら在庁官人やその他現地の関係者に直接命令を下すために国宣を発給するようになった。これによって国宣が国務文書としての要素を持つことになった。そのような状況においては、受領を通じてあるいは自ら国司庁宣を発給する必要性が無くなり、国宣が公験などにも用いられて公文書としての地位を獲得することとなった。
形式的には奉書（知行国主が公卿の場合には御教書）の典型的な書式であるが、書止が「国宣所候也」もしくは「依国宣執国達如件」で締めくくられた。発給を担当する奉者は国主の家司で受領経験者が担当する場合が多かった。また、知行国主の袖判が付され、永続性を必要とする文書などには国宣の日付に書下年号を用いて発給年月日を確定させた。
知行国制度が衰退する鎌倉時代後期以後次第に見られなくなるが、建武政権の成立に伴う国司・知行国制度の再建によって突如復活する。だが、同政権の崩壊後は南朝方では見られるものの、南朝の没落とともに姿を消した。